# 878
878 (DCCCLXXVIII) fue un año común comenzado en miércoles del calendario juliano, en vigor en aquella fecha.

## Acontecimientos
- Alfonso III de Asturias ocupa Coímbra.
- El condado de Gerona se une al de Barcelona.
- Galicia - Aceifa contra Galicia al mando de Al-Ba-rra `ben Malik al-Qurashi.
- Tratado de Wedmore, en el que se acuerda la paz entre Alfredo el Grande y las fuerzas danesas.

## Fallecimientos
- 22 de marzo: Pedro Damián de Castilla